# 8592 Рубетра
8592 Рубетра (8592 Rubetra) — астероїд головного поясу, відкритий 25 березня 1971 року.
Тіссеранів параметр щодо Юпітера — 3,605.